# 昆布猛
昆布 猛（こんぶ たけし、1916年4月30日 - 2001年12月16日）は、日本の経営者。三楽オーシャン(現在のメルシャン)社長、会長を務めた。福井県出身。

## 来歴・人物
1938年に東京外国語大学中国語学科を卒業し、同年に味の素に入社した。1967年11月に取締役に就任し、1969年11月に常務、1973年10月に専務、1979年6月に三楽オーシャン副社長を経て、1985年3月に社長に就任した。1987年3月に会長を経て、1988年3月には相談役に就任。
2001年12月16日肺炎のために死去。85歳没。